# Авианосцы типа «Куин Элизабет»
Авианосцы типа «Куин Элизабет», также «Королева Елизавета»  (англ. Queen Elizabeth class carriers) — британские авианосцы, известные также под кодовым названием CVF (Future Aircraft Carrier, «Будущий авианосец»), строящиеся на замену ныне исключённым лёгким авианосцам типа «Инвинсибл».
В настоящее время спущены на воду HMS Queen Elizabeth и HMS Prince of Wales (CVF).
Эти корабли стали крупнейшими кораблями, когда-либо построенными для Королевского флота Британии.

## История
В январе 2003 года Министерство обороны Великобритании объявило, что главным подрядчиком строительства авианосцев выступит английская компания BAE Systems, а ключевым поставщиком — французская Thales UK, которые заключили между собой партнёрское соглашение, известное как Future Carrier Alliance.
В феврале 2005 года в альянс вошла компания Kellogg, Brown & Root UK (KBR), которая выполняет функции интегратора и отвечает за оптимальную стратегию производства. В том же году в альянс вошли компании VT Group и Babcock.
В декабре 2005 года Министерство обороны одобрило финансирование первого этапа строительства, который включает разработку детального проекта.
В 2006 году проект получил одобрение Были распределены производственные мощности, участвующие в постройке: 60 % работы выполнят 4 английские верфи:
верфь Говэн компании BAE Systems (секция корпуса № 4);
верфь Бэрроу той же компании (секция № 3);
BVT Portsmouth (секция № 2);
Babcock Appledore and Rosyth (носовая секция № 1).
Компания Babcock отвечает за окончательную сборку секций.
В апреле 2006 года были заключены контракты с членами альянса: KBR, BAE Systems Naval Ships, Thales UK, VT Group, Babcock и BAE Systems.
В июле 2007 года Министерство обороны одобрило финансирование второго этапа строительства в объёме более 3 млрд фунтов. В это же время BAE Systems and VT Group объявило о предстоящем создании 1 июля 2008 года совместного предприятия BVT Surface Fleet Ltd., которому предстояло выполнить роль главного подрядчика.
3 июля 2008 года Министерство обороны подписало контракт с BVT и другими членами альянса на строительство двух авианосцев.
Контракт на поставку двигательной системы корабля (IEP) с компанией Роллс-Ройс был заключён в октябре 2008.
Компания KBR, завершив своё участие в проекте на этапе проектирования, объявила о выходе из альянса.
Первые технологические операции были произведены на верфи Babcock Rosyth в 2009 году.
Производственная программа была распределена следующим образом: 60 % работы выполняют 4 английские верфи — верфь Говэн (секция корпуса № 4); верфь Бэрроу (секция № 3); BVT Portsmouth (секция № 2); Babcock Appledore and Rosyth (носовая секция № 1). Компания Babcock отвечает за окончательную сборку секций.
Остальные 40 % производственной программы были распределены между мелкими подрядчиками. Компания BAE Systems Insyte (в прошлом — Alenia Marconi Systems) отвечает за поставку БИУС системы C4IS; BMT Defence Systems — корабельные устройства; EDS — системная интеграция, системы жизнеобеспечения; Lockheed Martin — программный менеджмент, оборудование; QinetiQ — компьютерное моделирование и тестирование; Rolls-Royce — двигательная установка; Strachan & Henshaw — системы утилизации, складирование боеприпасов; Swan Hunter — монтаж; VT Group — корабельные устройства, монтаж, системы жизнеобеспечения. Компания Brand-Rex Limited of Scotland получила контракт на производство волоконной оптики. Управление проектом было поручено компании Alfred-McAlpine — IT Services, Fluid Transfer International — производство топливных систем, Salt Separation Services — осмотические опреснительные установки на 500 т воды в сутки.
В январе 2008 года компания Babcoc получила 35 млн фунтов на модернизацию верфи. Был приобретён самый крупный в Великобритании мостовой кран «Голиаф».
В декабре 2008 года министерство обороны объявило, что планируемые сроки вступления в строй двух авианосцев (2014 и 2016 годы соответственно) будут отодвинуты на два года (2016 и 2018), чтобы увязать их со сроками поставки самолётов F-35B.
В январе 2009 года компания VT Group объявила о продаже доли в компании BVT Surface Fleet своему партнёру BAE Systems, с согласия Министерства обороны. 2 марта 2009 года производственная программа была перераспределена. Монтаж нижних блоков секций 3 и 4 был передан верфи BVT Clyde, а спонсоны — верфи Babcock Marine.
В декабре 2005 года Франция предложила Великобритании участвовать в разработке перспективного французского авианосца PA2 на базе проекта «Куин Элизабет». По договорённости с Великобританией, Франция оплачивала треть расходов этапа проектирования. Меморандум о намерениях был подписан в марте 2006 года. Решение о строительстве нового французского авианосца будет принято не ранее 2011 года.
В октябре 2010 года опубликована Стратегия национальной обороны и безопасности Великобритании, согласно которой:
- «Куин Элизабет» будет введён в состав флота в 2016 году на три года и будет использоваться как вертолётоносец. По окончании этого срока, корабль будет законсервирован или продан, так как был рассчитан на эксплуатацию СВВП-версии F-35B (от покупки которых Великобритания отказалась в октябре 2010 года в пользу палубной модификации F-35C[7]; однако в 2012 года было объявлено о решении вернуться к планам закупки именно F-35B);
- Второй авианосец — «Принс оф Уэльс», оснащенный уже катапультой, для запусков палубных F-35C, — вступит в строй в 2018 году и два года, до получения Великобританией истребителей в 2020 году, не будет иметь собственной авиагруппы и будет принимать на борт самолёты американских и французских ВМС[8].

В настоящее время, в связи с решением Великобритании о покупке самолётов F-35B, ранее высказанные планы о продаже «Куин Элизабет» потеряли актуальность и оба корабля введены в строй как авианосцы с трамплинами.
В связи с постоянными поломками "Принц Уэльсский" несколько лет простоял в сухом доке в Шотландии и использовался как донор запчастей для головного корабля серии. 

## Конструкция
Разработка механических конструкций корабля была полностью автоматизирована; средства компьютерного моделирования были разработаны компанией QinetiQ.
Проектирование корпуса исходило из требуемого 50-летнего срока службы корабля.
Особенностью корпуса было наличие трамплина, используемого для самолётов с укороченным взлётом. Поскольку срок службы самолётов F-35 составляет 20 лет, было решено оставить возможности для конверсии авианосца в гладкопалубный, рассчитанный на самолёты горизонтального взлёта. Корпус имеет девять палуб, не считая полётной. 85 000 т стали стоимостью 65 млн фунтов, необходимой для постройки двух авианосцев, поставляет компания Corus.
Предложения по мерам защиты (бортовая броня и бронированные переборки) были отклонены из-за недостатка средств.
Ангар размером 155 х 33,5×6,7 м будет вмещать до 20 самолётов и вертолётов.

### Надстройки
В отличие от традиционных авианосцев, на «Куин Элизабет» установлены две малых надстройки. В передней надстройке будут располагаться службы управления кораблём, в задней — управление полётами.
Преимущество архитектуры с двумя надстройками состоит в увеличении площади палубы, уменьшении турбулентных потоков воздуха, более гибкое распределение пространства на нижних палубах. Расположение служб управления полётами в задней части палубы предпочтительно, так как позволяет более полно контролировать такие критические фазы полёта, как заход на посадку и собственно посадку.

### Электронное оборудование
На передней надстройке расположена трёхкоординатная РЛС дальнего воздушного обзора S1850M,
а на задней — радар средней дальности нового поколения ARTISAN 3D диапазона E/F, разработанным компанией BAE Systems Insyte совместно с QinetiQ и предназначенным для замены радара типа 996.
Системы опознавания «свой-чужой» заказаны компании Selex Communications в октябре 2007 года.

## Палуба
Палуба авианосца обеспечивает одновременный взлёт и посадку самолётов. В передней части палубы расположен трамплин с углом возвышения 13°.
Использование катапульт и аэрофинишёров в первоначальном проекте не предполагалась, однако, в связи с решением предпочесть модификацию F-35 с горизонтальным взлетом и посадкой (F-35C), второй корабль этого класса «Принс оф Уэльс» будет оснащен катапультой и гидравлическим аэрофинишёром.
Компания QinetiQ совместно с ВМФ США проводит исследовательские работы по созданию электромагнитной катапульты для новой серии американских авианосцев типа «Джеральд Форд», предполагается, что эксплуатация 90-метровой катапульты потребует линейного электродвигателя мощностью 90 МВт; выбор типа катапульты для возможной модернизации авианосца отложен до демонстрации прототипа.
В 2012 году по экономическим соображениям было решено вернуться к закупкам СВВП-машин F-35B, отказавшись от идеи катапультного старта. Причиной была высокая стоимость электромагнитной катапульты.
Палуба имеет три взлётные дорожки: две коротких длиной 160 м для взлёта F-35 и длинную (около 260 м) для тяжёлых самолётов. Площадь палубы составляет 13 тыс. м².
В кормовой части палубы предусматривалась одна или две точки для вертикальной посадки F-35.
Газоотбойники устанавливаются в начале каждой из двух коротких взлётных дорожек и, возможно, у стенки передней надстройки.
Из ангара на полётную палубу и обратно самолёты перемещаются двумя 70-тонными бортовыми элеваторами компании McTaggart Scott. Один из них расположен между надстройками, второй — в корму от задней надстройки.

### Двигательная установка
По решению министерства обороны на авианосце решено не использовать атомную двигательную установку, ввиду её значительной стоимости.
В качестве основного двигателя используется интегрированная электрическая двигательная система (Integrated Electric Propulsion, IEP) компании Роллс-Ройс, которая будет состоять из двух газовых турбин Rolls-Royce Marine MT30 мощностью 36 МВт каждая и четырёх дизелей суммарной мощностью 40 МВт. Двигатели работают на генераторы, которые дают электроэнергию в общую низковольтную сеть корабля и питают два электродвигателя, которые вращают два гребных вала с винтами фиксированного шага. Дизели типа Wärtsilä 38 (по два 12-цилиндровых и два 16-цилиндровых для каждого корабля) заказаны в компании Wärtsilä Defence в декабре 2007 года.
Компания L-3 Communications поставляет интегрированную систему управления электроснабжением, Converteam — высоковольтную систему, преобразователи напряжения и электромоторы.
На авианосце установлены два 33-тонных бронзовых винта диаметром 6,7 м. Якоря имеют высоту 3,1 м и весят 13 т.
Топливные баки вмещают 8600 т горючего для двигательной установки и топлива для самолётов.

## Вооружение
В первоначальном проекте не предусматривается установка вооружения, в том числе средств ПВО самообороны, однако зарезервировано место под две 16-контейнерные установки вертикального пуска зенитных ракет «Астер». На сегодняшней день оборонительное вооружение представлено тремя 20-мм шестиствольными скорострельными артиллерийскими установками ближней обороны Phalanx CIWS, а также 4 современных 30-мм автомата DS30M Mk2.

### Авиагруппа
Штатным самолётом «Куин Элизабет» будет американский истребитель 5-го поколения Lockheed Martin F-35C. Стандартная авиагруппа будет состоять из 40 машин, включая самолёты F-35C, вертолёты EH101 Merlin и вертолёты ДРЛО.
Авианосец рассчитан на 420 самолёто-вылетов в течение 5 дней с возможностью ночных операций. Максимальная интенсивность вылетов — 110 в течение 24 часов.
Максимальная интенсивность взлёта самолётов составляет 24 самолёта за 15 минут, посадки — 24 самолёта за 24 минуты.
В настоящее время в качестве основной машины ДРЛО в ВМС Великобритании используется вертолёт Sea King ASaC mk7; применение самолётов ДРЛО на авианосце «Куин Элизабет» не предполагается.
Контракты на проработку различных вариантов вертолётов ДРЛО получили в мае 2006 года компании Lockheed Martin UK (модернизация вертолёта EH101 Merlin), AgustaWestland (продление срока службы вертолётов Sea King ASaC mk7) и Thales UK (разработка нового вертолёта ДРЛО на основе Sea King ASaC mk7). Наиболее вероятно, что будут использованы вертолёты Sea King с продлением их срока службы с 2017 до 2022 года.